# 안투투
안투투(AnTuTu)는 스마트폰 및 기타 장치를 벤치마킹하는 데 일반적으로 사용되는 소프트웨어 벤치마킹 도구이다. 중국 기업인 치타 모바일(Cheetah Mobile)이 소유하고 있다.

## 운영
소프트웨어를 개발하는 회사는 베이징시 차오양구에 본사를 두고 있으며 중국 기업가인 샤오잉(邵英)과 량빈(梁斌)이 공동 설립했다. 다중 플랫폼 개발을 시작하여 2021년 5월에 x86 리눅스 버전을 출시하고 2021년 8월에 레이트레이싱을 지원하는 윈도우 버전을 출시했다.